# تونل پونه
تونل پونه یک تونل دوقلوی آزادراهی است که در مسیر آزادراه ۵  (تهران - بندر امام خمینی) در محدوده استان لرستان قرار دارد. این تونل در فاصله دو شهر بروجرد و خرم آباد قرار دارد و نخستین و بزرگترین تونل آزادراهی سه خطه کشور است.  این تونل بخشی از آزادراه شهید محمد بروجردی است که ارتباط بین شهرهای اراک، بروجرد و خرم آباد را برقرار می کند.

## ویژگی ها و مشخصات تونل
تونل پونه در محدوده دو شهرستان بروجرد و خرم آباد در استان لرستان قرار دارد و از زیر کوههای زاگرس عبور می کند. تونل پونه شامل دو تونل موازی است که به طور تقریبی در جهت غرب به شرق قرار دارند. طول تقریبی هر تونل ۳۲۰۰ متر و مجموع طول دو تونل ۶۴۰۰ متر است. تونل دوقلوی پونه با عرض ۱۵ متر و ارتفاع ۹ متر عریض‌ترین تونل آزاد راهی کشور است. 